# Mount Kopere
Mount Kopere är ett berg i Antarktis. Det ligger i Östantarktis. Australien gör anspråk på området. Toppen Mount på Kopere är 1 786 meter över havet. Kopere ingår i Cobham Range.
Terrängen runt Mount Kopere är kuperad åt nordväst, men åt sydost är den bergig. Trakten är obefolkad. Det finns inga samhällen i närheten.